# Bramateri
Bramateri (Bramatherium) és un gènere extint de giràfid que visqué en el Miocè superior entre el que avui és Turquia i l'Índia. Se n'han trobat restes fòssils al Pakistan. Està emparentat amb el xivateri.

## Etimologia

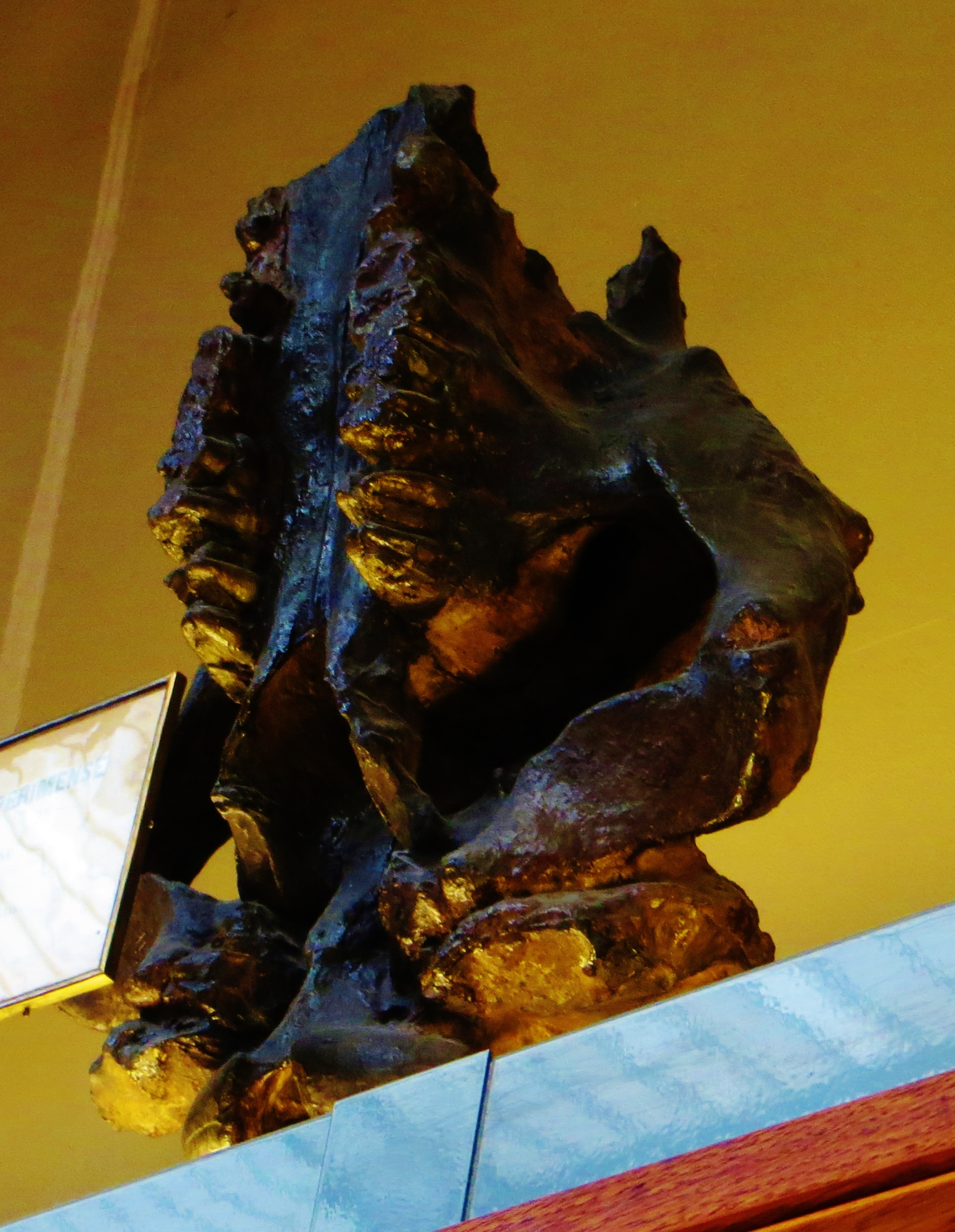
Crani de Bramatherium perimense

La primera meitat del nom genèric, Brama, ve del sànscrit i fa referència al deu Hindú de la creació. La segona part, "therium", prové de la paraula grec θηρίον (transcrit theríon), que vol dir bestia.

## Descripció
El bramateri era molt semblant al xivateri. El seu aspecte hagués estat semblant al d'un ocapi molt pesant, però amb cinc ossicons, essent el parell anterior més llarg i amb forma de banya, mentre que els posteriors foren tres petites protuberàncies.